# Molophilus lobiferus
Molophilus lobiferus là một loài ruồi trong họ Limoniidae. Chúng phân bố ở miền Cổ bắc.